# Asmate lutea
Asmate lutea är en fjärilsart som beskrevs av Gillmer 1909. Asmate lutea ingår i släktet Asmate och familjen mätare. Inga underarter finns listade i Catalogue of Life.